# Total Overdose
Total Overdose: A Gunslinger’s Tale in Mexico (обычно именуемый просто Total Overdose) — компьютерная игра в жанре шутера от третьего лица с открытым миром, разработанная Deadline Games и изданная SCi Games для Microsoft Windows, PlayStation 2 и Xbox. Игра получила в целом смешанные отзывы. Рецензенты положительно оценили бои, однако графика и сюжет подверглись критике.

## Сюжет
Действия игры происходит в 1989 году. 
Эрнесто Круз, агент под прикрытием управления по борьбе с наркотиками, возглавляет отряд агентов DEA против ополчения в джунглях, чтобы получить некоторую информацию о папе Муэрте. После нападения Эрнесто выбрасывают из самолёта и убивают: его командир, полковник Траст, считает, что это передозировка наркотиков. Сын Эрнесто Томми, высокопоставленный агент DEA, отправляется в Мексику и находит Марко, который является его основным контактом с картелем Моралеса. Томми уничтожает конвой банды Вирджилио и их заправочную станцию, но серьёзно ранен взрывом гранаты. Не имея выбора, Томми звонит своему младшему брату Рамиро, заключенному в тюрьму преступнику, чтобы тот согласился на эту работу.
Рамиро спасает Марко от группы Вирджилло, которые хотят убить его, потому что он слишком много выигрывал в покер, и Марко отсылает его к Сезару Моралесу, главарю местной банды, который хвастался, что знает убийцу Эрнесто. Моралес посылает Рамиро украсть дорогую машину Вирджилло, но только для того, чтобы взорвать её. После этого Рамиро поручают вернуть три украденных грузовика, которые будут использованы для сделки Моралеса с торговлей людьми. Рамиро успешно угоняет грузовики, а также взрывает корабль Вирджилло. Энджел, шофер Моралеса, подслушивает разговор Рамиро с Томми и узнает его личность. Затем Рамиро сопровождает грузовики по стране Виргильо, позволяя грузовикам проехать. Он прячется в одном из грузовиков и следует за ними на мясокомбинат Моралеса. Рамиро открывает ворота агентам DEA, но Моралес, зная о его плане, устраивает им засаду. Рамиро чудом спасается с помощью Ангела, который, как выясняется, является мексиканским полицейским под прикрытием. Рамиро проникает на собрание Вирджилло, на котором узнает, что Моралес был марионеткой под полным внешним управлением.
Рамиро вступает в бой и расправляется с приспешниками Моралеса, в конце концов убивая его и получая письмо из сейфа, принадлежащего ему. Он узнает, что письмо было отправлено Моралесу человеком по имени премьер-министр (вероятно, папа Муэрте). В письме говорилось, что информатор DEA премьер-министр Орел предупредил его о засаде DEA. Он снабжал людей Моралеса оружием и артиллерией через Elvez Autos. Рамиро проникает в авто Элвеза и находит кучу бумаг с изображением гробов и достаточно боеприпасов для небольшой армии: он проникает на виллу Элвеза через море и находит тела агента DEA Пирсона и других агентов в гробах. Допрашивая Эльвеса, Рамиро узнает, что папа Муэрте приказал ему снабдить Сесара Моралеса оружием, чтобы избавиться от агентов DEA; генерал Монтанес должен был доставить оплату и сделал это. Рамиро убивает Элвеса и сбегает с виллы, преследуемый полицией и военными.
Затем Рамиро отправляется в джунгли на военную базу Монтанеса, добывая информацию о папе Муэрте и шпионе DEA. Рам вступает в бой и убивает Монтанеса, убегая из джунглей. Траст узнает, что папа Муэрте планировал проникнуть в Управление по борьбе с наркотиками и украсть контрабандный кокаин, изъятый Управлением по борьбе с наркотиками, оставив бомбу, чтобы замести следы. Рамиро ждет в квартире Энджела эвакуации, но обнаруживает, что приспешники папы Муэрте пытаются его убить: тем временем агент Джонсон выдает себя за Орла и вводит Томми и Траста в смертельную передозировку наркотиков, хотя Томми может сообщить Рамиро, что Джонсон похитил Энджела и убил их отца. Рамиро возвращается в DEA, сражаясь с приспешниками Муэрте, чтобы спасти Томми и довериться противоядию, в то время как Джонсон сбегает на бронепоезде с Ангелом. Используя локомотив, чтобы увезти бомбу, Рамиро преследует поезд Джонсона и садится в него. Джонсон, отделяя вагоны от паровоза, сражается с Рамиро, пока Траст не посылает воздушную поддержку, чтобы разрушить мост в каньоне впереди: Рамиро спасает Энджела, и они перепрыгивают через сломанный мост на мотоцикле, когда поезд падает в каньон, увлекая пойманного Джонсона к его гибели.

## Геймплей
Игроки берут на себя управление Рамиро, Томми и Эрнесто. Наиболее частым протагонистом  Рамиро, в то время как за Томми и Эрнесто можно сыграть только в двух первых миссиях. 
Игра пародирует «Мексиканскую трилогию» Роберта Родригеса. На протяжении всей игры игроки могут бегать, нырять, стрелять. Оружия включают в себя: дробовик, винтовку, пистолет и ракетную пусковую установку. Находясь за пределами миссий, игрок может исследовать мир игры, однако его некоторые части доступны только при прохождении отдельных миссий. В игре представлены дешевые и специальные автомобили. К специальным автомобилям относятся «Конкистадор», оранжевый байк, пикап «Пурпурный и пламенный», эвакуатор, DEA и военные внедорожники. Игроки имеют возможность уклоняться от выстрела, во время которого включается эффект замедленной съемки. Этот ход дает игрокам большую точность в стрельбе по врагам в бою. 
В игре присутствуют «локальные приемы» — специальные атаки, которые игроки могут использовать, набирая большое количество очков и совершая комбинированные убийства. Эти приемы можно использовать для уничтожения тяжелых и группы врагов. Игроки могут выполнять семь различных приемов локо: «Золотая пушка», «Торнадо», «Эль Торо», «Эль Мариачи», «Сомбреро смерти», «Взрывная Пиньята» и «Безумный Рестлер/Мистериозо».

## Восприятие
| Сводный рейтинг           | Сводный рейтинг | Сводный рейтинг | Сводный рейтинг |
| Издание                   | Оценка          | Оценка          | Оценка          |
| Издание                   | PC              | PS2             | Xbox            |
| ------------------------- | --------------- | --------------- | --------------- |
| GameRankings              | 71,20 %         | 71,15 %         | 69,71 %         |
| Metacritic                | 72/100          | 71/100          | 71/100          |
| Иноязычные издания        |                 |                 |                 |
| Издание                   | Оценка          | Оценка          | Оценка          |
| Издание                   | PC              | PS2             | Xbox            |
| Edge                      | N/A             | N/A             | 6/10            |
| Eurogamer                 | N/A             | 6/10            | N/A             |
| Game Informer             | N/A             | 6,25/10         | 6,25/10         |
| GameSpot                  | 6,7/10          | 6,7/10          | 6,7/10          |
| GameSpy                   | N/A             | [ 12 ]          | [ 13 ]          |
| GameZone                  | N/A             | 7,5/10          | N/A             |
| IGN                       | N/A             | 8/10            | 8/10            |
| OPM                       | N/A             | [ 16 ]          | N/A             |
| OXM                       | N/A             | N/A             | 5/10            |
| PC Gamer (US)             | 54 %            | N/A             | N/A             |
| The Sydney Morning Herald | [ 19 ]          | [ 19 ]          | [ 19 ]          |
| The Times                 | [ 20 ]          | [ 20 ]          | [ 20 ]          |

Total Overdose получил «смешанные или средние» отзывы, согласно агрегатору рецензий Metacritic.

## Отмененный сиквел
Первоначально планировалось продолжение под названием Total Overdose 2: Tequila Gunrise. В нём была бы представлена вся карта Мексики, но по итогу проект был отменен, так как Eidos Interactive отказались от идеи создания сиквела.

## Комментарии
1. ↑  Несмотря на то, что логотип Eidos появляется на упаковке и перед вступлением к игре, авторские права на игру принадлежат SCi, поскольку она была завершена до того, как их выкупили Eidos Interactive.